# Vlag van Puurs
De vlag van Puurs werd door de gemeenteraad op 10 september 1981 officieel vastgesteld als de gemeentelijke vlag van de Antwerpse gemeente Puurs. Op 3 december 1984 werd hij door het Bestuur van Vlaanderen bevestigd en uiteindelijk gepubliceerd op 8 juli 1986 in het officiële Belgisch Staatsblad.
Officieel wordt de vlag beschreven als:
Rood met een geschaakte schuinbalk van twee rijen van wit en van zwart.
De vlag is gelijk van het eerste (en vierde) kwart van het gemeentewapen, dat symbool staat voor de voormalige gemeenten Puurs en Breendonk.
In 2019 is Puurs samen met Sint-Amands opgegaan in de gemeente Puurs-Sint-Amands. De vlag is daardoor als gemeentevlag komen te vervallen.

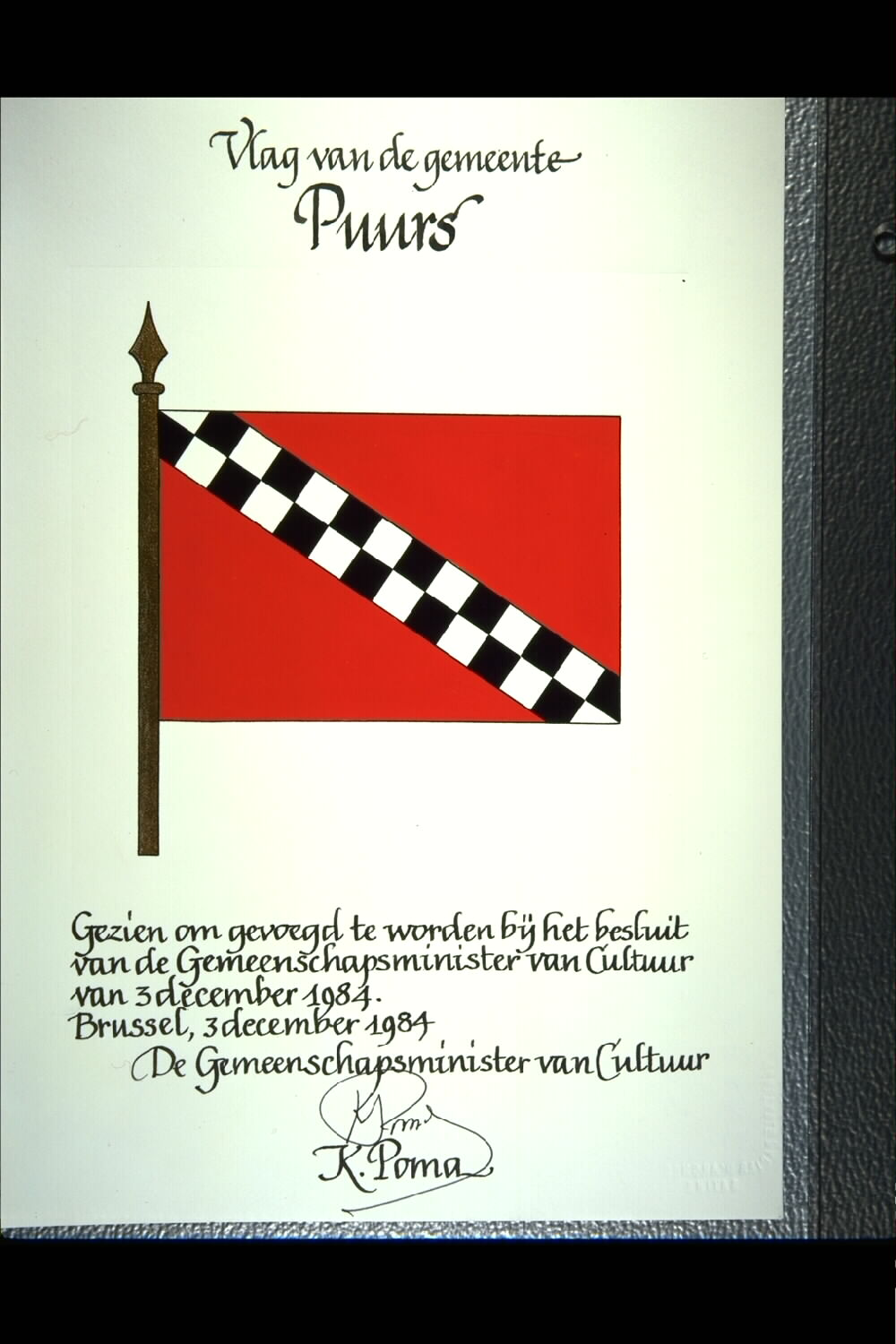
Ontwerp vlag getekend door Karel Poma